# Souterrain
 (décembre 2018).
 (décembre 2018).
- Si vous ne connaissez pas le sujet, laissez ce bandeau (vous pouvez alors contacter les auteurs).
- Si vous supprimez le contenu mis en cause (vous pouvez préalablement contacter les auteurs),

argumentez précisément cette suppression dans la page de discussion
(un manque de référence n'est pas un argument ; une recherche réelle de référence doit avoir été effectuée, être formellement documentée).

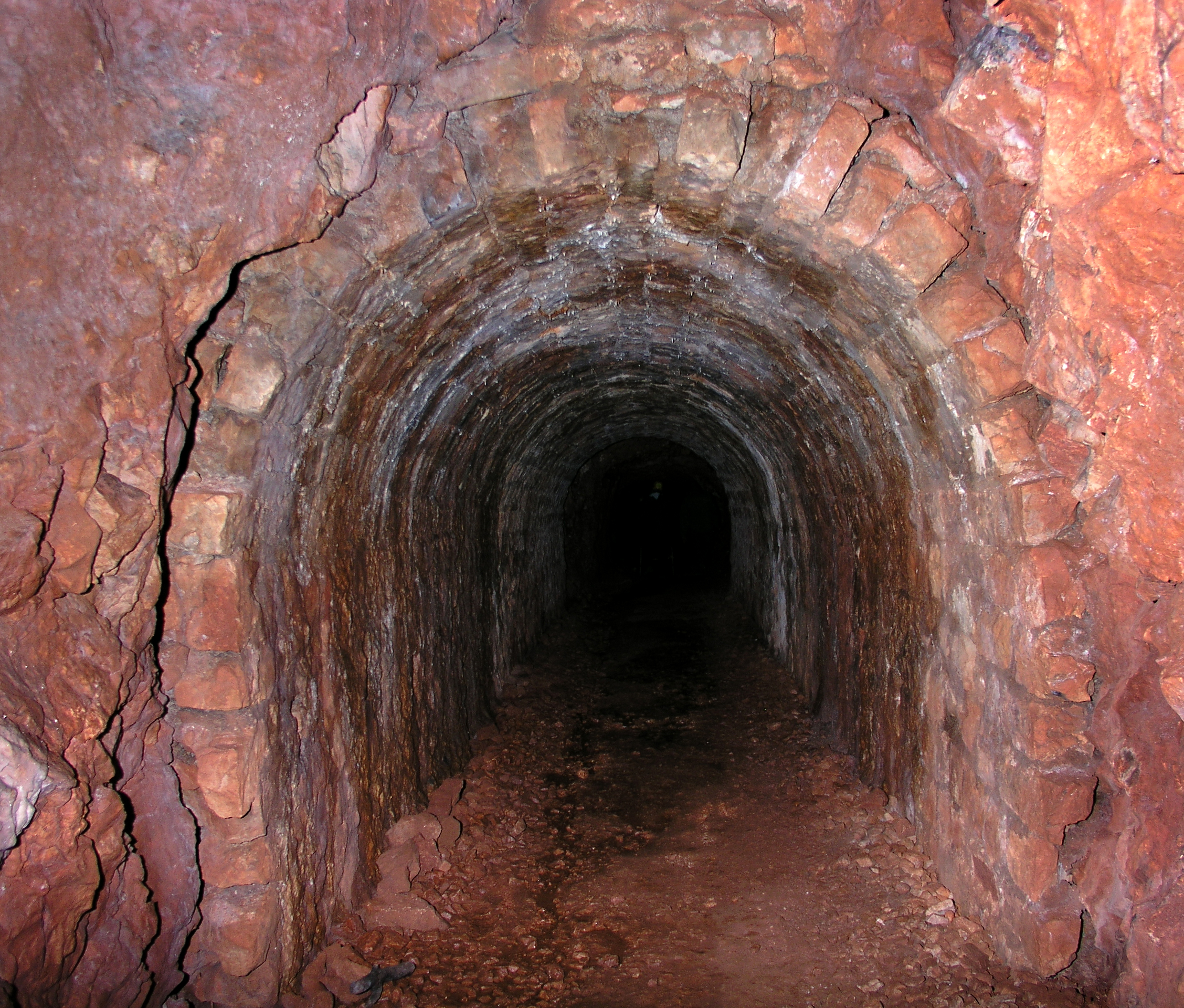
Souterrain reliant le fond de l’abîme de Saint-Ferréol à la surface (Campestre-et-Luc, Gard).

Un souterrain est une cavité, généralement artificielle et pseudo-horizontale, accessible depuis la surface ou l’intérieur d’un édifice, permettant de circuler sous terre.

## Définition
Si les grottes peuvent être considérées comme des « souterrains naturels », le nom de « souterrain » s'entend surtout pour désigner une cavité au moins partiellement artificielle, creusée et aménagée par l'homme : une cave, une crypte, un abri voûté ou un tunnel sont des souterrains.  
Les souterrains aménagés encore souvent appelés souterrains-refuges en sont une catégorie particulière : ils sont associés à des sites d'habitat qu'ils complètent. On les trouve ainsi, du moins si le temps en a préservé les vestiges, sous des maisons (en dur ou non), des mottes, des châteaux, des maisons fortes voire des églises. 
Le souterrain lui-même est soit taillé à même le substrat si le sous-sol est suffisamment cohérent (rocher, sédiments compacts et stables), soit construit en maçonnerie si le terrain est meuble.

## Souterrains et légendes
Objets de fantasmes dans l'imaginaire collectif, les souterrains figurent souvent dans les légendes et les traditions orales rattachées à de nombreux monuments et sites anciens. Il n'est pas un château fort dont on ne dise qu'il possède un souterrain, généralement d'une longueur démesurée et dont l'emplacement mystérieux est bien évidemment oublié de longue date.
Il existe néanmoins dans ces légendes une certaine part de vérité : nombre de châteaux forts, de places fortes, de villes et de villages médiévaux ainsi que des églises, possédèrent des aménagements souterrains à usages divers (souterrains-refuges, souterrains de fuite ou à usage militaire tactique) voire tout simplement des lacis de caves étagées sur plusieurs niveaux ou des carrières souterraines qui jadis fournirent la pierre nécessaire aux constructions de surface. Ces cavités sont parfaitement connues et identifiées de nos jours (souterrains-refuges sous les châteaux d'Ussé, du Coudray-Montpensier, du Cluzeau-Bonneau, du Chillou, de Betz, caves et pièces à usage domestique creusées sur plusieurs niveaux sous le château de Brézé,  carrières sous le château de Coucy, souterrains à usage tactique des châteaux-forts de Châtel-sur-Moselle ou d'Arques, réseaux de caves des villes médiévales de Provins, Reimsou de Laon, vastes souterrains-refuges de Picardie où des villages entiers pouvaient se réfugier pour quelques jours avec leur récolte et une partie de leur bétail, (Somme), catacombes parisiennes, « cafforts » de Troo, pour n'en citer que quelques exemples. 
Cependant, aucun souterrain légendaire de trois ou quatre kilomètres de long, reliant deux châteaux entre eux, n'a jamais été découvert. 
Les historiens des forteresses médiévales considèrent ces questions de souterrains avec beaucoup de circonspection : sans nier l’existence de « lacis plus ou moins complexes de souterrains » (Jean Mesqui, Châteaux forts et fortifications en France, p. 98 à l’article « Caves »), une majorité d'auteurs ne croient pas à l'existence fréquente de communications souterraines entre bâtiments ou de galeries de fuite en cas de siège. Ces dispositifs architecturaux seraient demeurés assez rares, mais existent cependant de façon incontestable (voir les quelques exemples de souterrains de fuite cités plus loin dans l'article).
On appelle « cluzeau », dans le Sud-Ouest de la France, toute cavité taillée artificiellement dans le rocher pour l'habitat, le refuge ou le stockage de denrées alimentaires. Le cluzeau désigne donc indifféremment : un habitat troglodytique, un souterrain-refuge ou un grenier fortifié. Sa particularité est d'être toujours creusé en hauteur dans une falaise verticale afin d'en rendre son accès très malaisé, voire périlleux, ceci dans un but uniquement défensif.

## Principaux types de souterrainsanthropiques
- Souterrains-refuges, dont les souterrains militaires à usage tactique (architecture militaire, poliorcétique).
- Galeries de contre-mines ; souterrains de fuite ; souterrains annulaires.
- Parkings souterrains.
- Tunnels.
- Carrières souterraines.
- Mines.

### Souterrains-refuges
Les souterrains-refuges (poliorcétique, architecture, archéologie, ethnologie) fortifiés ou non (Antiquité, Moyen Âge et jusqu'au XVIIIe siècle) se trouvent un peu partout en France, mais avec une densité plus importante dans l'ouest, le nord et le sud-ouest. Fréquemment de modestes dimensions, ils se caractérisent par une succession de petites salles reliées entre elles par des couloirs  étroits et bas dans lesquels on ne pouvait progresser qu'en se courbant fortement, voire seulement à quatre pattes. Ces souterrains ne présentaient généralement pas de continuité et se terminaient donc en cul-de-sac (on ne connaît que quelques très rares exemples de souterrains-refuges possédant ce qui aurait pu être une galerie de fuite).
Creusés majoritairement en sol rocheux et à faible profondeur sous la surface (2 à 6 mètres), ces souterrains servirent à abriter pour de courtes périodes (probablement quelques jours) des familles de paysans qui cherchaient à se protéger des exactions des troupes ennemies de passage dans la région. On accédait à ces caches souterraines soit par des puits de descente verticaux, soit par d'étroits escaliers ou des couloirs descendants. En surface, les entrées pouvaient être dissimulées par une trappe sous des bottes de paille, des fagots de bois ou bien du fumier. Dans quelques cas, lorsque le souterrain-refuge communiquait avec des constructions de surface (château, manoir, église, bâtiments de ferme), l'entrée du souterrain pouvait être cachée de façon plus élaborée et utilisée les maçonneries des bâtiments de surface : escalier dissimulé dans l'épaisseur d'un mur ou dans l'angle obscur d'une cave, derrière une porte dérobée, etc.
Certains souterrains-refuges étaient accessibles par un puits à eau traditionnel : après quelques mètres de descente le long d'une corde, une étroite lucarne s'ouvrait dans les parois du puits. Cette chatière franchie, on prenait pied dans le souterrain. C'est le cas du réseau souterrain qui s'étend sous le centre du village de Balâtre et dont l'un des accès se faisait  à partir d'un des puits communaux.

#### Dimensions intérieures
Excepté les cas de souterrains-refuges communautaires ou semi-communautaires (les muches du nord de la France par exemple), les souterrains-refuges ne présentent jamais de salles et de couloirs de grandes dimensions. L'étroitesse des couloirs d'accès et de communication constituait un des éléments défensifs. Il est, en effet, rare que l'on puisse s'y tenir debout : on n'y progresse le plus souvent qu'en courbant le dos et quelquefois à quatre pattes dans certains secteurs. La hauteur moyenne y est d'un mètre quarante à un mètre cinquante. Quant à la largeur de ces couloirs (soixante à quatre-vingt-dix centimètres), elle est juste suffisante pour laisser passer un homme.  Fréquemment, les couloirs sont bien plus étroits dans leur partie basse qu'à leur voûte : il y a juste la largeur suffisante pour poser les pieds. Cela permettait de ne creuser dans la roche que le strict volume de vide nécessaire. Quant aux salles — qui sont des lieux de séjour temporaire —, leur hauteur permet à peine de s'y tenir debout et leur superficie est réduite (de quatre à vingt mètres carrés). Ces dimensions exiguës se justifient pour les raisons suivantes :
1. S'agissant de lieux destinés à abriter un séjour temporaire et très précaire, il n'était nul besoin d'excaver de grands espaces et volumes.
2. Creuser des salles et couloirs de petites dimensions permettait d'avoir moins de roche à creuser et à déblayer.
3. L’exiguïté (surtout celle des couloirs de communication) entravait fortement la progression de l'assaillant. En effet, si celui-ci était parvenu à forcer l'entrée du souterrain et à y pénétrer, il devait y progresser dans une posture défavorable qui entravait considérablement ses mouvements (on peut difficilement faire usage de son arme lorsqu'on marche complètement courbé ou, pire, lorsqu'on doit progresser accroupi, voire à quatre pattes…) Dans ces positions invalidantes, l'assaillant devenait vulnérable aux coups d'épieu ou d'arme à feu que les défenseurs du souterrain pouvaient lui porter à travers des trous de visée (meurtrières creusées dans la roche et qui faisaient communiquer des salles de défense avec les couloirs d'accès).

#### Aération
De nombreux souterrains-refuges étaient dotés de conduits d'aération. Ceux-ci, de très faible diamètre, étaient forés verticalement soit à la tarière dans la voûte des salles, soit utilisaient les puits d'extraction qui avaient servi à sortir les déblais de roche lors du creusement du souterrain. Ces conduits d'aération débouchaient au ras du sol, à l'extérieur. Ils permettaient une ventilation du souterrain, par simple appel d'air entre les différentes salles  et la surface, appel d'air généré naturellement par la différence de température entre celle de l'air extérieur et celle du souterrain. Ces conduits d'aération apportaient de l'air frais aux occupants du souterrain, surtout lorsque ceux-ci étaient nombreux et devaient séjourner plusieurs jours sous terre. Cet apport d'air par les conduits de ventilation pouvait également générer une faible surpression dans le souterrain, suffisante pour mettre ses occupants à l'abri des tentatives d'enfumage (avec de la paille humide enflammée) de l'attaquant. Certains de ces trous d'aération servirent de cheminée, permettant aux réfugiés d'allumer un maigre feu pour se réchauffer ou faire cuire quelques aliments (ceci est attesté dans de nombreux souterrains qui possèdent des conduits d'aération comportant des traces de foyers et de suie). De plus, un feu sous un conduit d'aération provoquait un tirage vers le haut, un appel d'air, qui tendant à mettre le souterrain en légère dépression, créait une aspiration d'air frais extérieur par les autres conduits d'aération.

#### Alimentation en eau
Afin de pallier le besoin d'eau, certains souterrains-refuges disposaient d'un puits (exemples :  le souterrain du château de la Haute-Cour à Réaumur en Vendée ou celui de Balâtre précédemment cité) mais beaucoup plus fréquemment, c'étaient des sortes d'auges évidées dans le sol rocheux qui servaient à collecter et à recueillir l'eau provenant des galeries par des sortes de caniveaux ou suintant des parois.

#### Moyens défensifs
Divers obstacles passifs empêchaient la progression d'un ennemi qui aurait découvert l'entrée de la cache : portes de bois, barrages de forts madriers empilés horizontalement et dont les extrémités étaient glissées dans des saignées verticales creusées dans les parois latérales du passage, puits-pièges dissimulés au débouché d'un couloir. Un  autre dispositif de défense passive, fort efficace, se retrouve fréquemment dans les souterrain-refuges: les chatières. Ce sont des goulots circulaires forés dans la roche et qui interrompent les couloirs ou interdisent l'accès à certaines salles. Ces chatières constituaient donc un point de passage obligé. Leur diamètre était de quarante à cinquante centimètres, juste assez pour laisser passer un homme de corpulence moyenne. Les chatières ne pouvaient être franchies qu'en reptation et après s'y être engagé tête la première. Au débouché de ce goulot, l'assaillant s'exposait aux coups des défenseurs qui l'attendaient et il devait se remettre impérativement debout pour se retrouver en attitude de combat. Un défenseur déterminé pouvait à lui seul contrôler et défendre efficacement le franchissement d'une chatière. Certaines chatières étaient closes, du côté de l'attaque, par un épais bouchon de pierre de forme conique. La face externe du bouchon venait affleurer la paroi rocheuse, rendant son extraction très difficile. Une chaîne scellée à la face interne du bouchon et dont l'autre extrémité était arrimée à un point fixe, permettait aux défenseurs de rendre le bouchon inamovible sans outillage lourd (levier, masse, burin, barre à mine, pied-de-biche).
Les puits-pièges ou silo-pièges étaient d'autres dispositifs défensifs souvent installés au débouché des couloirs de circulation. Profonds en moyenne de deux mètres, ces trous étaient creusés en forme de poire, de bouteille, c'est-à-dire que leurs parois s'évasaient fortement vers le fond. Une telle forme rend très difficile la remontée, sans aide, d'un homme qui serait tombé dans le piège. L'assaillant qui chutait dedans avait de fortes chances de se fracturer un membre ou de se blesser sérieusement (deux mètres de chute). Mais même indemne, il ne pouvait s'extraire seul du trou dont les parois très évasées n'offrent aucun appui à ses pieds qui battaient dans le vide.
À partir du XIVe siècle, la défense des souterrains-refuges se perfectionne : aux obstacles passifs traditionnels présentés précédemment, on ajoute des systèmes de défense active qui font appel à l'intervention humaine. Particulièrement des trous de visée qui, forés dans les parois, permettaient aux défenseurs de faire usage de pieux, d'arbalètes ou, à partir du XVe siècle, d'armes à feu individuelles (bâtons à feu, hacquebutes puis arquebuses. Ces trous de visée étaient le pendant souterrain des archères et autres meurtrières des fortifications de surface. On les appelle trous de visée car leur orientation  -donc leur forage-  parfaitement calculée par les bâtisseurs du souterrain, permettait de tirer au jugé dans l'obscurité en étant pratiquement certain de toucher l'assaillant. En fait, ces trous de visée suppléaient à la visée naturelle de l'œil humain dans des conditions d'éclairage naturel. Ces trous de visée étaient placés généralement en aval d'un obstacle :  porte, puits-piège, chicane, goulot, là où l'assaillant, ralenti ou arrêté par l'obstacle, se trouvait le plus  vulnérable.

#### Autres moyens de défense
Deux excellents spécialistes des souterrains-refuges Jérôme et Laurent Triolet ont établi que des molosses furent probablement utilisés pour la défense des souterrains {{référence nécessaire}} . En effet, dans certains réseaux, on constate la présence d'anneaux d'attache creusés dans les parois rocheuses. Ces anneaux sont situés à proximité immédiate d'une porte, généralement en amont de celle-ci. Par ailleurs, la présence de ces anneaux à proximité d'un obstacle s'accompagne fréquemment de traces de griffes sur les parois, ce qui laisse à penser que des animaux furent enchaînés là, afin de défendre la porte. Il s'agissait probablement de chiens de forte taille, de type molosse (les chiens de guerre furent fréquemment utilisés au Moyen Âge et jusqu'au XVIe siècle) spécialement dressés à attaquer dans l'obscurité.

#### Valeur défensive d'un souterrain-refuge
Tenter de s'emparer d'un souterrain-refuge présentait un réel risque pour les assaillants qui étaient obligés de progresser courbés ou à quatre pattes dans des boyaux inconnus, étroits et obscurs où ils pouvaient à tout moment être atteints d'un coup d'épieu ou d'une décharge d'arquebuse jaillis d'un trou de la paroi, soit être agressés par un puissant chien de guerre bien plus à l'aise qu'eux dans l'obscurité grâce à son odorat. Tenter de s'emparer d'un souterrain-refuge était donc un risque disproportionné par rapport au butin à espérer. En effet, les paysans qui se terraient dans ces refuges étaient très pauvres pour la plupart. Ils n'emportaient avec eux que le strict nécessaire en nourriture ainsi que les quelques pièces de monnaie qui constituaient toutes leurs maigres économies. Lorsque les accès et les salles du réseau souterrain étaient de plus grandes dimensions, comme dans les muches de Picardie par exemple, les réfugiés pouvaient y faire descendre du petit bétail (chèvres, moutons). En effet, dans de nombreux souterrains, des mangeoires creusées en niches dans les parois attestent que certaines salles servirent à abriter de la nourriture sur pieds (ou plutôt sur pattes).
De nombreux souterrains-refuges possèdent aussi des silos à grains. Généralement de petite contenance (quelques mètres cubes) ces silos étaient hermétiquement refermés au moyen d'un bouchon de pierre jointoyé par de l'argile. Le grain ainsi stocké pouvait se conserver plusieurs mois selon le processus suivant : une petite partie des graines (celle située contre les parois du silo) commençait à germer après quelques jours/semaines de stockage. Cette germination, générant du gaz carbonique et consommant l'oxygène, détruisait tous les parasites et micro-organismes contenus dans les graines et empêchait toute fermentation. À la réouverture du silo, les graines saines, qui représentaient une très grande partie du stock, étaient extraites pour utilisation tandis que les graines germées, impropres à la consommation, demeuraient collées par leurs radicelles aux parois du silo. Il suffisait alors d'allumer un feu dans le silo pour brûler ces déchets puis de poncer ensuite les parois pour rendre le silo prêt à un nouvel usage. Les spécialistes des souterrains-refuges considèrent même que nombre de ces silos ont été utilisés de manière permanente par les paysans, y compris en période de paix. La récolte et les graines d’ensemencement pour la saison suivante étaient ainsi en lieu sûr, à l'abri des rongeurs notamment et pouvaient se conserver de nombreux mois. Les silos étant de petit contenance unitaire, il suffisait d'ouvrir les silos les uns après les autres au fur et à mesure des besoins. Et en cas de période d'insécurité, de guerre, d'invasion de la contrée par des bandes de pillards ennemis, les graines étaient déjà entreposées à l'abri dans un lieu sûr. Tandis que gens et grains se trouvaient ainsi en sécurité dans le souterrain, en surface, l'ennemi  ne trouvant pas le moindre grain à piller pour faire son pain ou à mettre dans a soupe, ne s'attardait guère sur place.
Les souterrains-refuges, habilement aménagés, ont donc constitué une remarquable protection contre les raids de soldats et de pillards qui au Moyen Âge, ravageaient les campagnes pendant et après les conflits (Routiers, Écorcheurs, Tard-Venus, troupes anglaises voire les soldats de l'armée royale, etc.) Ces pillards ne restaient d'ailleurs que fort peu de temps dans les villages où ils passaient. Éventuellement ils y bivouaquaient, s'emparaient des objets et de la nourriture que les habitants n'avaient pas pu emmener sous terre, puis repartaient le lendemain ou deux jours après, après avoir incendié quelques masures.
Pourquoi les pillards se seraient-ils hasardés dans un souterrain dont ils auraient découvert l'entrée ?  Le risque était trop bien connu de ces hommes pourtant peu craintifs. Ils savaient que le jeu n'en valait pas la chandelle et ne voulaient pas prendre le risque de se faire tuer ou gravement blesser pour une poignée de piécettes de monnaie, deux ou trois volailles, un morceau de lard ou quelques femmes à violer…
De par leur fonction défensive remarquablement efficace, les souterrains-refuges ont été très justement qualifiés de "châteaux-forts des pauvres".  J. et L. Triolet, auteurs cités précédemment, ont établi, cartes géographiques à l'appui, que les souterrains-refuges se trouvent en plus forte densité dans les régions de plaine ou les larges vallées. En effet, ces lieux n'offraient guère de refuges naturels (hauteurs, montagnes, falaises, grottes et étaient traditionnellement des itinéraires empruntés plus volontiers par les armées d'invasion. On constate également une plus forte densité dans les campagnes ne possédant pas de villes fortifiées ou de châteaux-forts à proximité. Dans ces régions, a priori défavorisées, les paysans, contraints de s'en remettre à eux-mêmes pour assurer leur protection, y creusèrent en grand nombre leurs châteaux-forts souterrains.

#### Durée de leur utilisation
Les souterrains refuges furent utilisés dès le haut Moyen Âge et jusqu'à une époque récente (guerre de 1914-1918). L'utilisation de certains souterrains n'a pu durer qu'une brève période ou, au contraire, s'étaler sur plusieurs siècles: des souterrains-refuges creusés au XIe siècle ont pu très bien être réutilisés et réaménagés lors de la guerre de Cent Ans, puis au XVIe siècle lors des Guerres de Religion et, cent ans plus tard, lors de l'invasion des Suédois.

#### Cas particulier des souterrains militaires
Les souterrains militaires sont liés aux fortifications (châteaux-forts, forts, citadelles, bunkers et ouvrages modernes défensifs bétonnés) dans lesquelles ils jouent un rôle tactique qui peut être :
1. Faciliter et protéger les déplacements à l'intérieur d'une forteresse.
2. Entreposer de manière sûre les munitions et les poudres (poudrières de l'époque de la fortification bastionnée, magasin à poudre des forts du système Séré de Rivières, magasins à munitions des ouvrages de la ligne Maginot, etc).
3. Jouer un rôle offensif (galeries de mines) ou défensif (galeries d'écoute et de contre-mine).
4. Mettre les défenseurs à l'abri des bombardements violents (galeries profondes dites "travaux de 1917" forées sous les forts de Verdun).
5. Servir de galeries de relève et d'entrées de guerre dissimulées en offrant une sortie éloignée de plusieurs centaines de mètres de la place (galeries de 1917 des forts lorrains).

### Autres types de souterrains à galeries

#### Souterrains de fuite
Les souterrains dits « de fuite » ont un plan simple, souvent linéaire et ne comportent aucun élargissement ou salle, ni aménagements utilitaires (puits, citernes, silos, banquettes de repos) destinés au stockage des biens ou au séjour des personnes. Ils pouvaient cependant comporter des aménagements défensifs comme des goulots ou des portes.  Liés à un habitat de surface généralement fortifié, ils étaient destinés à permettre la fuite ou éventuellement une relève partielle de la garnison, mais plus vraisemblablement pour faire sortir nuitamment en secret un ou deux messagers chargés d'aller quérir des secours.
Les souterrains "de fuite" réellement avérés — c'est-à-dire ayant été uniquement creusés dans le but de pouvoir s'échapper d'un lieu fortifié — sont relativement rares. Quelques exemples : 
1. Château de Puyguilhem, en Dordogne.
2. Château de Saint-Vincent-le-Paluel, également en Dordogne.  Les ouvriers qui creusèrent ce souterrain conservèrent en travers du couloir une paroi rocheuse épaisse d'à peine 10 centimètres.  Le souterrain fut donc creusé à partir de ses deux extrémités et les équipes de carriers ne cessèrent leur travail de creusement que juste avant de se rencontrer. Avec cette ingénieuse disposition, si l'entrée extérieure du souterrain avait été découverte par les assiégeants, ceux-ci se seraient trouvés après quelques mètres de progression face à cette paroi rocheuse et lisse qui laissait à penser que le tunnel se terminait en cul-de-sac et ne menait donc nulle part. Et lorsqu'on empruntait ce souterrain à partir des caves du château, seuls les initiés savaient qu'il suffisait de donner quelques coups de masse au bon endroit pour abattre la paroi ou y ménager un trou assez large pour y laisser passer un homme. Mais, ainsi que l'a fait remarquer un des spécialistes de la SFES (Société Française d'Étude des Souterrains)  qui a étudié ce souterrain, ce dispositif secret était malheureusement à usage unique : une fois la paroi perforée, le secret était découvert.  Pour l'anecdote, le château de Saint-Vincent-le-Paluel servit de décor au tournage de certaines scènes du film Le Tatoué de Denys de La Patellière, avec Louis de Funès et Jean Gabin.
3. Au château aujourd'hui totalement ruiné de Châtillon-sous-Maîche, situé à quelques kilomètres de Saint-Hippolyte dans le Doubs. Ancienne et importante place forte à l'époque où la Franche-Comté faisait partie de l'empire de Charles Quint, ce château était érigé sur un éperon rocheux bordé de toutes parts par des falaises calcaires hautes de 50 à 60 mètres. Partant d'un emplacement du château assez proche du rebord de l'abîme, un escalier s'enfonce dans le sol. Si les premiers mètres de ce couloir sont maçonnés, il rejoint ensuite une étroite diaclase (fissure naturelle verticale de la roche) dont les parois ont été retaillées afin de l'élargir. À partir de cet endroit, il n'y a plus aucune maçonnerie, même les marches sont directement taillées dans la roche.  Après avoir franchi les emplacements de 2 fortes portes dont les linteaux sont toujours en place, le souterrain débouche  sur une étroite corniche naturelle située 13 mètres en contrebas du château. Ce débouché en plein falaise est invisible depuis la forteresse car masquée par un léger surplomb rocheux. Cette corniche longue de plusieurs dizaines de mètres rejoint ensuite une combe abrupte qui permet de descendre au pied de la falaise. Il s'agit là indubitablement d'un souterrain "de fuite".  Indécelable de l'extérieur il était néanmoins contrôlé par 2 portes, l'une (la porte supérieure) pouvant être bloquée dans le sens amont- aval au moyen d'une barre dont les trous de logement sont visibles dans la roche, tandis que la porte inférieure se bloquait dans le sens aval-amont (également au moyen d'une poutre de blocage) afin d'éviter toute intrusion dans le cas où l'entrée de ce souterrain aurait été découverte par l'assiégeant., De dimensions exiguës, difficile à emprunter, ce souterrain de fuite n'aurait sans doute pas permis d'évacuer la totalité la garnison en abandonnant la forteresse à l'ennemi, mais il pouvait permettre ad minima de communiquer secrètement avec l'extérieur en cas de siège.
4. Ancien site castral de La Môle à Champagnac-de-Belair en Dordogne: un souterrain descendant part du sommet de la motte où s'élevait le château disparu et rejoint un réseau de petites grottes qui s'ouvre sur une terrasse à flanc de falaise. Le souterrain étant constitué d'une étroite galerie sans aucune salles adjacentes permettant le séjour temporaire de réfugiés, il faut en déduire qu'il s'agit d'un souterrain de fuite.

#### Souterrains annulaires
On trouve en France, mais aussi dans d'autres pays européens (en République tchèque, en Bavière, dans le nord de l'Autriche, etc.) des souterrains annulaires, formés de galeries dessinant un ou plusieurs anneaux, et situés dans des zones géologiques particulières. Ils sont creusés à une faible profondeur, la voûte située entre 1,50 à 2,50 en dessous du sol. Souvent creusés dans des régions vallonnées, ils possèdent souvent une entrée de plain-pied resserrée d'environ 0,45 m de large, qui a été murée. Ils ne contiennent en général aucun artefacts, les rares qu'on a trouvés (tessons, morceaux de bois ou d'ustensiles en fer) permettent de dater leur fréquentation entre l'Antiquité tardive (IVe siècle) et le Moyen Âge. 
En France, un groupe de souterrains annulaires est localisé entre autres :
- dans la partie nord-ouest des Deux-Sèvres et la partie nord-est de la Vendée[1] ;
- en Montagne bourbonnaise, où l'on en dénombre 34, dont 14 dans la seule commune d'Arfeuilles, 5 sur celle du Breuil, 3 sur celle de  La Chapelle, 2 sur celle de  Laprugne

D'autres régions comme le  Forez et le Velay présentent une densité de souterrains annulaires supérieure à la moyenne nationale. 
Ces régions sont caractérisées par un sous-sol composé de granite, d'arène granitique ou de schiste inadapté au forage. De fait, les vastes salles, les couloirs larges sont exclus. La morphologie des souterrains annulaires semble résulter de ces contraintes techniques imposées par la dureté du sous-sol rocheux.
Les souterrains annulaires ne présentent que rarement des aménagements de défense. Leur creusement initial ne semble donc pas avoir été dicté par des impératifs sécuritaires. Si dispositifs défensifs il y a, il est probable qu'il s'agisse d'une réutilisation ultérieure du souterrain annulaire en souterrain-refuge. Ils ne semblent pas non plus avoir pour origine l'extraction minière.
La vocation cultuelle ou religieuse des souterrains annulaires, souvent avancée dans les publications, n'est pas confirmée par des découvertes matérielles (statuettes, sculpture des parois…).
Pour Éric Clavier, spécialiste des souterrains Massif Central, plus particulièrement ceux du Velay et de la Haute-Loire, beaucoup de ces souterrains annulaires n’auraient pas été utilisés comme lieux de culte ou comme refuges, mais comme silos à grains ; « Il penche plutôt pour un usage agricole, mais il se garde de poser des conclusions définitives. ».

#### Galeries de contre-mines
Une contre-mine ou contremine est une galerie souterraine creusée par l'assiégé pour détruire ou gêner l'ennemi creusant des galeries de mines. Ces galeries peuvent également avoir été creusées lors de la construction des fortifications.
Parfois, les galeries de contre-mines et de mine se rencontrent et le combat éclate sous terre, comme lors du premier siège de Vienne (Autriche). D'autres fois, les mineurs assiégés creusent leurs galeries sous celles de l'ennemi dans l'espoir que les galeries ennemies s'effondrent également, laissant ainsi les fortifications de la forteresse ou du château intactes.

### Parkings souterrains

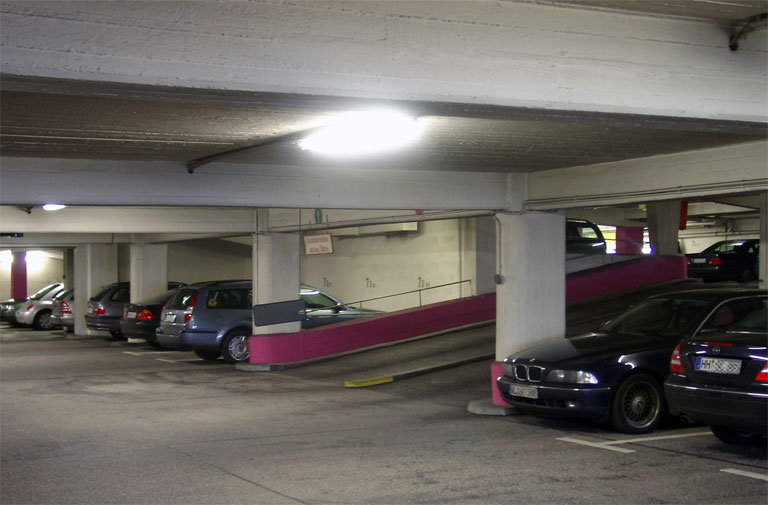
Exemple de parking souterrain en Allemagne.

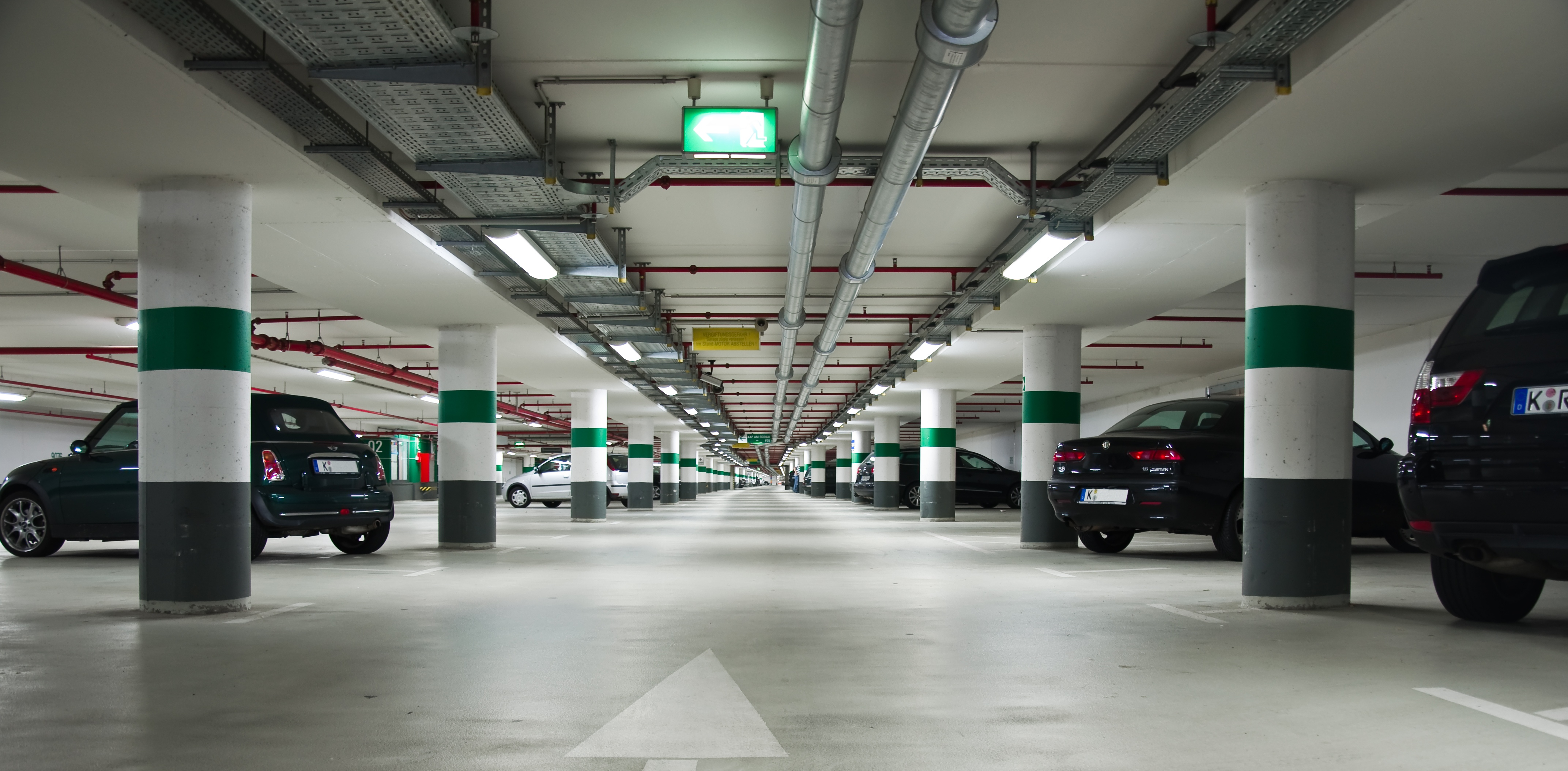
Garage souterrain à Cologne, Allemagne.

Un parking, ou parc de stationnement, voire simplement stationnement, est un espace ou un bâtiment spécifiquement aménagé pour le stationnement des véhicules. Il peut être public ou privé, en enclos, en élévation ou souterrain. On en trouve le plus souvent à côté des bâtiments publics (gare, aéroport), des lieux de travail, des centres commerciaux ou devant les grandes surfaces pour accueillir les usagers.
En ville ou sous les aéroports, sous les bâtiments de certaines zones d'activité, souvent sur plusieurs niveaux, ils permettent d'économiser le foncier. Chaque niveau s'apparente à un parking classique, à la différence que l'air y est plus confiné et pollué, que le sol n'y est pas lessivé par les pluies, qu'il peut être recouvert d’un revêtement particulier et que l'on y retrouve des piliers à intervalles réguliers pour soutenir la structure. Des rampes permettent de passer d’un niveau à l'autre. Des ascenseurs ou des escaliers permettent aux occupants des véhicules, une fois ceux-ci garés, de remonter à la surface.
Dans plusieurs pays (dont France), les parkings souterrains sont désormais obligatoires pour toutes les constructions d'immeubles dans certains zonages urbains, avec des prescriptions en matière d'aération, lutte contre l'incendie, sorties de secours, etc.. 

### Tunnels

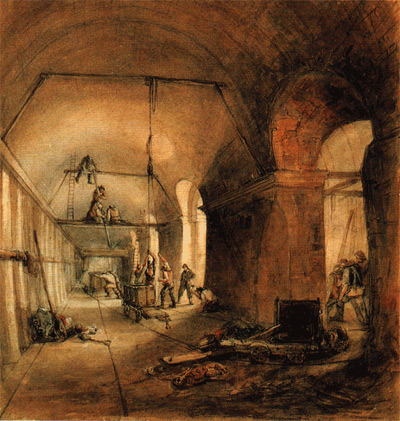
Construction du tunnel sous la Tamise en 1830.

Un tunnel est une galerie souterraine livrant passage à une voie de communication (chemin de fer, canal, route, chemin piétonnier). Sont apparentés aux tunnels par leur mode de construction les grands ouvrages hydrauliques souterrains, tels que les aqueducs, collecteurs et émissaires destinés soit à l'amenée, soit à l'évacuation des eaux des grands centres et certaines conduites établies en liaison avec les barrages et usines hydro-électriques.
Entre le moment où la première pelletée enlevée modifie l'équilibre d'une masse de terrain en place et celui où le revêtement achevé offre toute sa résistance, il est nécessaire, tant pour la sécurité des équipes au travail que pour le maintien aux dimensions données de l'excavation, de s'opposer par un dispositif approprié aux poussées plus ou moins intenses qui tendent à la fermeture de la cavité créée. On y parvient ordinairement par des systèmes d'étais reposant sur le sol des galeries, soit par un système d’ancrage par boulonnage ou de cintres provisoires. Après achèvement, le soutènement d’un tunnel est constitué soit de ces ancrages associés ou non à du béton projeté, soit d’anneaux de béton ou métalliques qui constituent ainsi une coque.

### Carrières souterraines

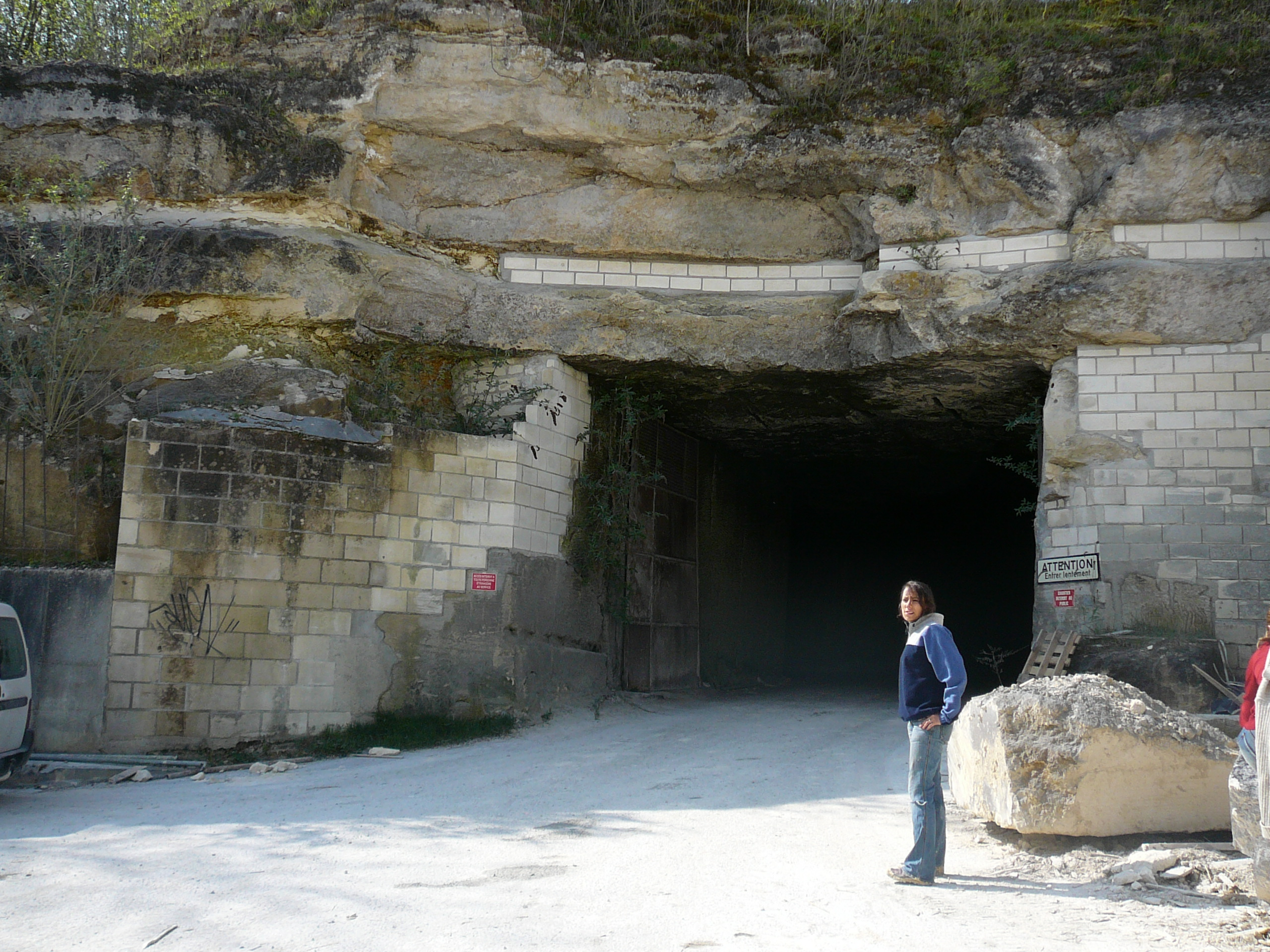
Entrée de la carrière de Bonneuil-en-Valois, France.

Une carrière est le lieu d'où sont extraits des matériaux de construction tels que la pierre (la carrière est dans ce cas parfois appelée perrière), le sable ou différents minéraux non métalliques ou carbonifères. Le chantier se fait à ciel ouvert, soit « à flanc de coteau », soit « en fosse » (jusqu'à une centaine de mètres de profondeur parfois). Les carrières peuvent être souterraines ou sous-marines. Elles exploitent des roches  meubles (éboulis, alluvionnaires) ou massives (roches consolidées sédimentaire (calcaires et grès), éruptive ou métamorphique (ardoises, granites, porphyres, gneiss, amphibolites, quartzites, schistes, basaltes, etc.).

### Mines

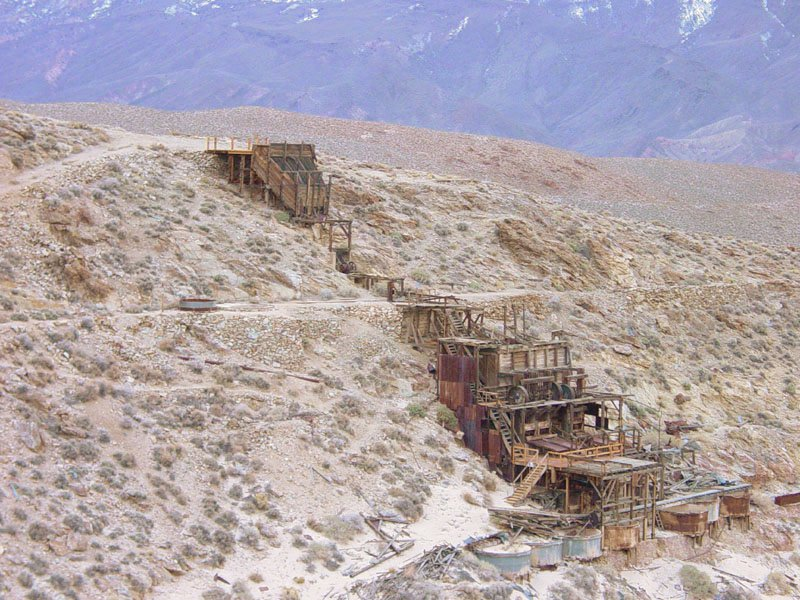
Ancienne mine d'or de Skidoo, dans la Vallée de la Mort en Californie.

Une mine est un gisement exploité de matériaux (par exemple d'or, de charbon, de cuivre, de diamants, de fer, de sel, d'uranium, etc.).
Elle peut être à ciel ouvert ou souterraine. Dans les années 1980, environ 20 milliards de tonnes de matériaux étaient extraits annuellement des seules mines à ciel ouvert dans le monde dont plus de la moitié des minerais alors que plus de six milliards de tonnes de charbon, 1,6 milliard de tonnes de minerai de fer, 190 millions de tonnes de minerai d'aluminium sont présumés extraits du sous-sol par des galeries et puits au début du XXIe siècle.
La distinction entre mine et carrière tient à la nature du matériau extrait (stratégique ou précieux pour la mine, de moindre valeur pour la carrière) ; en France, c'est le code minier qui définit cela.
Des mines existent depuis la Préhistoire (puits creusés dans la craie pour l'extraction du silex, puits ou galeries d'extraction de différents minerais (fer et cuivre notamment).

#### Ouvrages et articles généraux
- Blanchet, Adrien, Les souterrains-refuges de la France,  Picard, 1923.
- Clavier, Éric, Les souterrains annulaires, regards sur un phénomène rural de l'Europe médiévale, Groupe de recherches archéologiques de la Loire, Hors série no 4, 2006, 89 p.
- Clavier, Éric, Montrobert, L., "Les souterrains annulaires", in Souterrains. Vie et organisation, Dossier d'Archéologie no 301, Mars 2005.
- Noël, Sébastien, et Stevens, Luc,, Souterrains et mottes castrales : Émergence et liens entre deux architectures de la France médiévale, Paris, Éditions L'Harmattan, 2022, 422 p. (ISBN 978-2-343-07867-0).
- Piboule, Patrick, Les souterrains aménagés de la France au Moyen Âge, Archéologie médiévale VIII - 1978, p. 117-163.
- Piboule, Patrick, Les souterrains médiévaux et leur place dans l'histoire des structures de défense, Château-Gaillard IX-X, 1982, p. 238-253.
- Piboule, Patrick, L'imaginaire des souterrains de châteaux et d'autres lieux, Actes des Renc. d'Arch. et d'Hist en Périgord, Bordeaux 2001 Ausonius publications, p. 45-55.
- Stevens, Luc, Conception et creusement des souterrains aménagés en France, Edition Chemins souterrains, 2024, 281p.
- Triolet, Jérôme et Laurent, Les souterrains, le monde des souterrains-refuges en France, Éditions Errance, 1995, 126 p. Mis à jour en 2022 sous le titres : Des monuments sortis de l'ombre. Les souterrains-refuges. Les souterrains
- Triolet, Jérôme et Laurent, Souterrains et croyances. Mythologie, folklore, cultes, sorcellerie, rites initiatiques, coll. Mémoires de l'histoire, Éditions Ouest-France, 2002, 128 p. Souterrains et croyances
- Voir aussi les nombreuses études et publications de la SFES, Société Française d'Étude des Souterrains et en particulier sa revue Subterranea qui existe depuis plus de 40 ans et qui est devenue annuelle en 2022 avec le n° 193 .
- Weiss, Jean-François, Les Souterrains de la 1ère Guerre Mondiale (Tomes 1 & 2 déjà parus, le tome 3 est en préparation). Editions YSEC et AREESVS

#### Ouvrages régionaux et monographies
- Avrilleau, Serge, Cluzeaux et souterrains du Périgord, 1 premier livre en 1975 puis 6 tomes en 8 volumes publiés de 1993 à 2015, PLB éditeur.
- Bakkal-Lagarde, Marie-Claude et Bakkal, Mostafa (1996)  Étude préliminaire du souterrain annulaire de la Barre du Beugnon (Deux-Sèvres), Bulletin de l'Association pour le Développement de l'archéologie sur Niort et les Environs, 1996, no 8, p. 65-72.
- Begaud, J.-M., Sarrazin J et V. Souterrains refuges du canton de Pouzauges, Vendée, éd. ADANE, coll. Archéologie des mondes souterrains, 2012, 162 p.,  (ISBN 978-2-9539407-3-2)
- Boudartchouk, J.-L., L'habitat rural et le souterrain médiéval de Pech de Bonal à Fontanes (Lot), Archéologie du Midi médiéval, 15-16, 1997-1998, p. 67-105.
- Coustet, Robert & Valette, Bernard, Souterrains et cavités artificielles du Tarn, 2012, Com. dép. d'Arch. du Tarn, 225 p.,  (ISBN 978-2-918190-12-7)
- Conte, P., Souterrains, silos et habitat médiéval - État de la question archéologique en Limousin et Périgord, Hérésis no 2 1990, CAML/CNEC 1992, Carcassonne, p. 243-281.
- Gady, Serge, Les souterrains médiévaux du Limousin, DAF no 19, 1989, 115 p.
- Girault, Pascal, Doué-la-Souterraine, une cité oubliée
- Giron, Olivier (1990) Souterrains annulaires en Montagne Bourbonnaise Société d'histoire et d'archéologie de Vichy et des environs (SHAVE), 1990, 36 pp.
- Piboule, Patrick, Les souterrains aménagés des églises de Poitou-Charentes, Le Picton, no 223, Janvier-Février 2014, p. 2-6.
- Rassinot, Annie et Ussé, Jean-Philippe, Les mystérieux souterrains du Cantal, éd de la Flandonnière, 2018, 119 p.
- Roulleau, Jacky et Girault, Pascal Le Puy-Notre-Dame, de cave en cave
- Rousseau Stéphane, Les souterrains historiques en Gironde, t.1, 2005, 279 p.,  (ISBN 2-9524951-2-2), t.2, 2012, 298 p.
- Stevens, Luc, Availles-en-Châtellerault; Le souterrain de Princay, 2017, 88 p.
- Vivier, Daniel et al., Deux habitats troglodytiques des XIIIe – XIVe siècles à Mirebeau (Vienne, FR), APC Dossier 18, 2018, 108 p.
- Vivier, Daniel, Autissier, Anne  et al.., Evolution d'un souterrain médiéval en milieu rural (IXe – XVe siècle). La Tourette de Luché à Varennes (Saint-Martin-La-Pallu - Vienne FR), APC Dossier 26, 2022, 311p.

Ésotérisme chthonien
- Broens, Maurice, Ces souterrains... refuges pour les vivants ou pour les esprits?, Picard, 1976, 154 p.
- Lebosse, Michel, La Bove des Chevaliers de Neuville-sur-Touques (des Celtes aux Templiers), Société historique et archéologique de l'Orne, XCIX, décembre 1981, pp 55-71.
- Névéol, Régis, Le veau d'or. Les souterrains aménagés en Saintonge méridionale, Société d'études folkloriques du Centre-Ouest, nov-déc 1976, pp. 475-487